# Programa Nacional de Investigaciones en la Antártida
El Programa Nacional de Investigaciones en la Antártida (en italiano: Programma Nazionale di Ricerche in Antartide, abreviado PNRA) es el programa italiano de investigación de la Antártida.
El PNRA está bajo la dirección del Ministerio de Educación, Universidad e Investigación (MIUR) a través de dos organismos nacionales: el Consejo Nacional de Investigaciones (CNR) para la coordinación de investigaciones científicas y la Agencia Nacional para las Nuevas Tecnologías, la Energía y el Desarrollo Económico Sostenible (ENEA) para la implementación de las expediciones antárticas, la logística y el mantenimiento de las dos bases italianas en la Antártida.
Italia empezó su programa antártico en 1985 con la formación del Programa Nacional de Investigaciones en la Antárticas (PNRA) y el Comité Científico Nacional para la Antártida (CSNA).
Italia mantiene dos bases antárticas de investigación.  two Antarctic research stations. La primera, construida en 1986, es la base permanente Mario Zucchelli, situada en la bahía Terra Nova. En 1993, Italia y Francia acordaron construir una base conjunta en el domo C llamada Concordia. Esta base fue inaugurada en 1997 y ha operado como base permanente desde 2005, alojando a 15 personas en invierno y a 60 en verano. Todos los años, el PNRA fleta aviones, helicópteros y un buque de carga e investigación para comunicar con las instalaciones antárticas italianas.

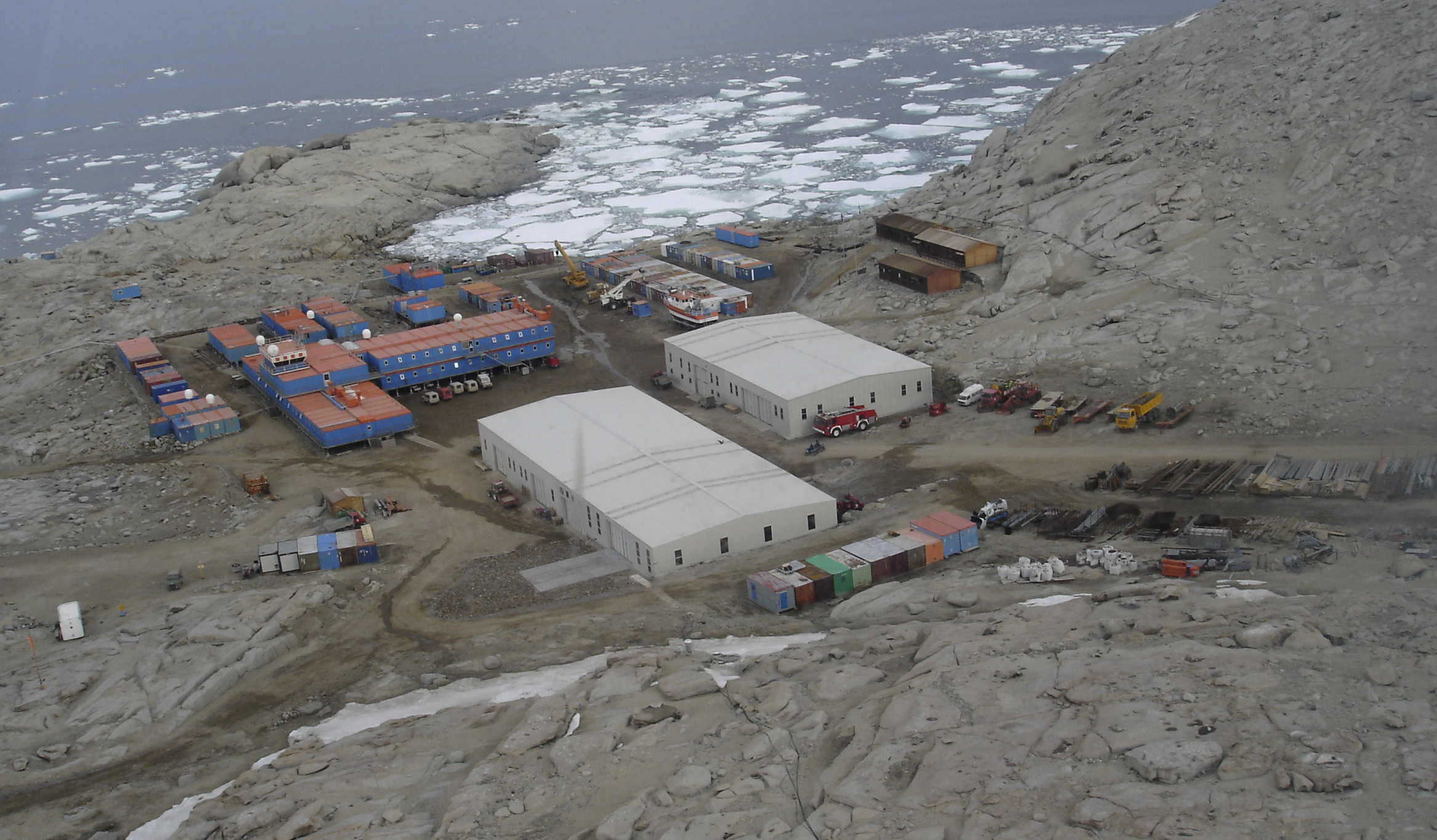
Base Mario Zucchelli - Bahía Terra Nova

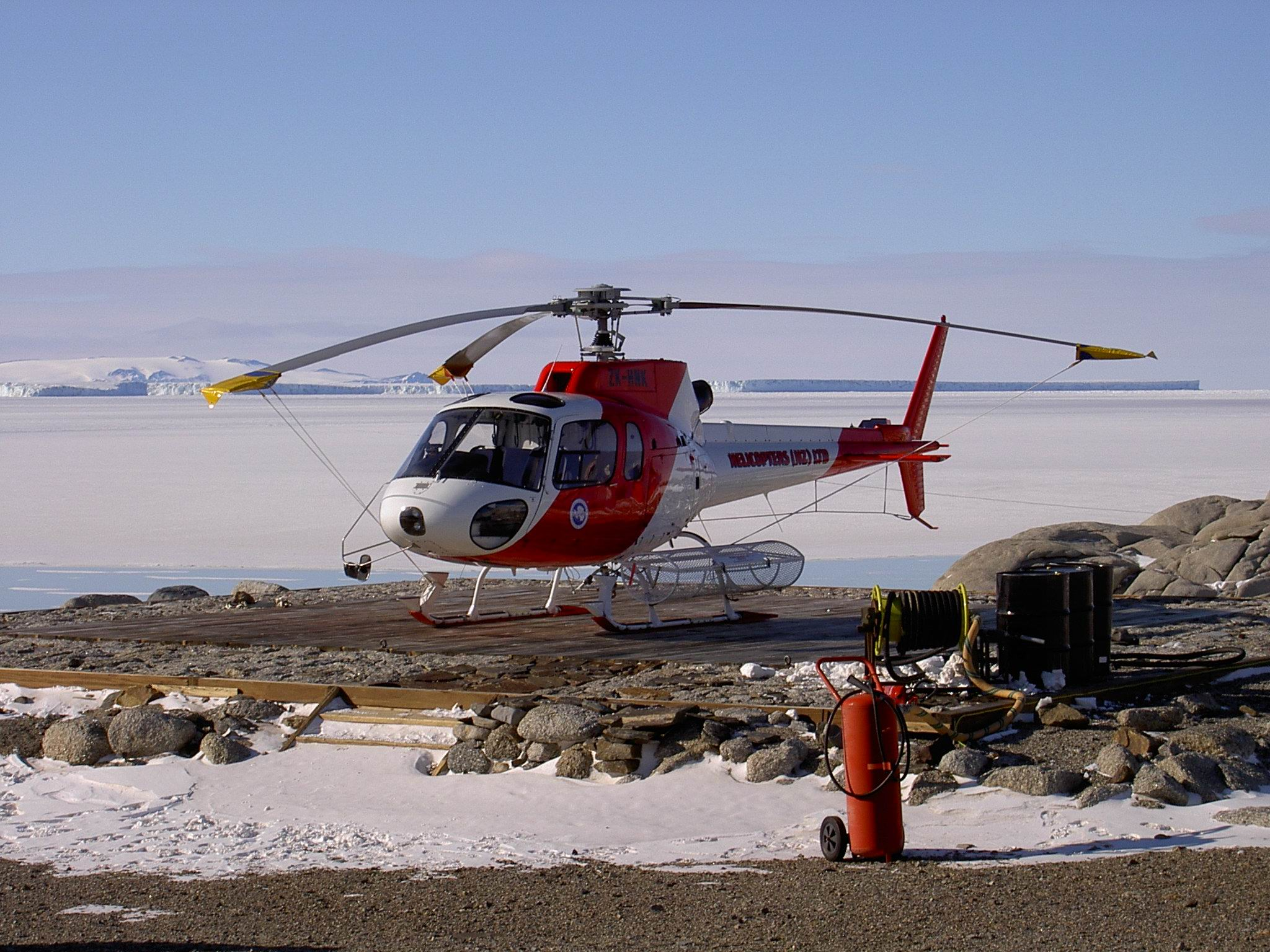
Helicóptero en la base Mario Zucchelli

## Bases

### Base Mario Zucchelli
Cuenta con el siguiente material técnico:
- una unidad de generación de energía eléctrica y térmica con cuatro generadores diésel (agrupados en dos pares de generadores);
- un sistema de cogeneración para el aprovechamiento de la energía térmica producida por los generadores de energía;
- una potabilizadora de agua que funciona por desalación de agua de mar;
- un quemador y una estación depuradora de aguas residuales;
- licuadores de nitrógeno y helio.

La estación se ocupa de los siguientes campos de investigación: biología marina, biología terrestre, oceanografía, observaciones geomagnéticas, geodesia, geología, glaciología, observaciones meteorológicas, observaciones de la ionosfera y de las auroras, observaciones de rayos cósmicos, sismología y monitorización medioambiental.

### Base Concordia
La base Concordia es una base de investigación francoitaliana administrada conjuntamente por el PNRA y el Instituto Polar Francés Paul-Émile Victor (IPEV).
La estación se ocupa de los siguientes campos de investigación: biología humana, observaciones geomagnéticas, geodesia, glaciología, observaciones meteorológicas, astronomía, sismología y monitorización medioambiental.